# Казанцево (Шушенский район)
Каза́нцево — село, административный центр Казанцевского сельского поселения (сельсовета) Шушенского района Красноярского края Российской Федерации. Население — 2171 чел. (2010).

## География
Село находится на юге Красноярского края и севере Шушенского района, в Минусинской котловине, на левом берегу реки Оя. Через Казанцево проходит автодорога Енисей (или М-54), ближайшая железнодорожная станция в Минусинске, в 55 км, расстояние до райцентра Шушенское — 10 км, до краевого центра — 450 км, высота над уровнем моря 261 м. Ближайшие населённые пункты: Козлово в 4 км на юго-восток и Чихачево в 4 км на северо-запад.

## История
Первые сведения о Казанцево принадлежат к 1791—1795 годам. В. А. Ватин, в книге «Село Минусинское исторический очерк» сделал запись: «1791 год в Казанцевой было пять душ Казанцевых, но много и других фамилий…». По спискам 1796 года в Казанцеве числилось двадцать одна душа государственных крестьян, только мужского пола. С 1823 по 1917 год деревня Казанцево входила в состав Шушенской волости Минусинского округа Енисейской губернии. В 1825 году в Казанцево значилось двадцать два двора, шестьдесят восемь душ мужского пола.
В 1867 году была постороена церковь, в 1886 году открылась первая церковно-приходская школа.
В 1934 году был построен мост, который служил до 1982 года, был сельский клуб. В 1934 году церковь закрыли, здание превратили в склад, потом в нём сделали школу. Когда её перевели в новое помещение, в церкви сделали мастерские МТС.
На 1994 год в Казанцево проживало 793 семьи, 2423 человека, из них 1119 мужчин и 1304 женщины, был детский сад, средняя образовательная школа, профессиональное училище № 75.
В селе родился Герой Советского Союза Александр Семирадский.

## Население
| 2010 |
| ---- |
| 2171 |

## Инфраструктура
В селе действуют почтовое отделение, Сбербанк, средняя общеобразовательная школа, профессиональное училище № 75, клуб. Имеются пост пожарной охраны, водоканал. К Казанцево административно относится расположенный в 3 км к юго-востоку аэропорт Шушенское.